# Осока гостра
Осока́ го́стра (Carex acuta) — багаторічна рослина родини осокових. Висока трава із гострими стеблами та листками, здатна утворювати дернини. Квіти дрібні, зібрані в непоказні суцвіття. Загалом цьому виду притаманна значна морфологічна мінливість. Осока гостра описана з Європи, а поширена на дуже великих територіях — від атлантичного узбережжя й Північної Африки через Західну Азію, Кавказ і Сибір до Монголії та Далекого Сходу. Зростає на вологих луках, болотах, по берегах водойм, в тому числі в гірських районах. Має обмежена значення як кормова та декоративна рослина.

## Назва
Осока гостра отримала свою українську наукову назву завдяки шорстким стеблами і листкам із ріжучим краєм, які при доторку здатні вколоти чи порізати руки. На цю особливість вказують і деякі народні назви, як от: осока́ різі́йка, осока́ різу́чка, різо́ха, різу́ха, різу́чка. Разом з тим, походження інших народних назв залишається невідомим. Серед таких бе́нда, восо́ка, осо́ка́, шаш, шашни́к, швара, шварка, щі́тка. Латинська видова назва acuta перекладається як «висока». Вона вказує на значну, порівняно із іншими видами осок, висоту цієї рослини.

## Опис

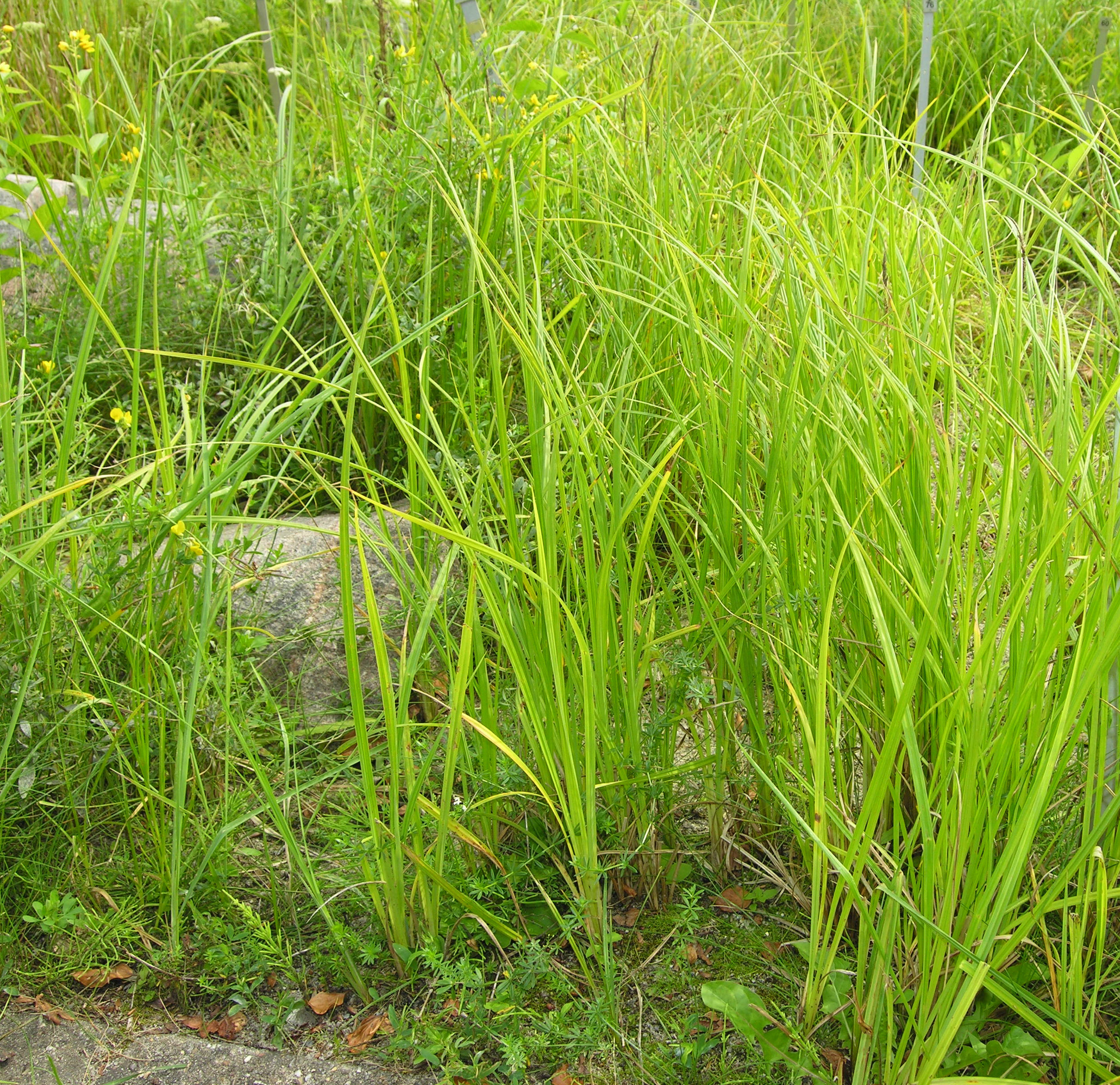
Загальний вигляд не квітучих особин.

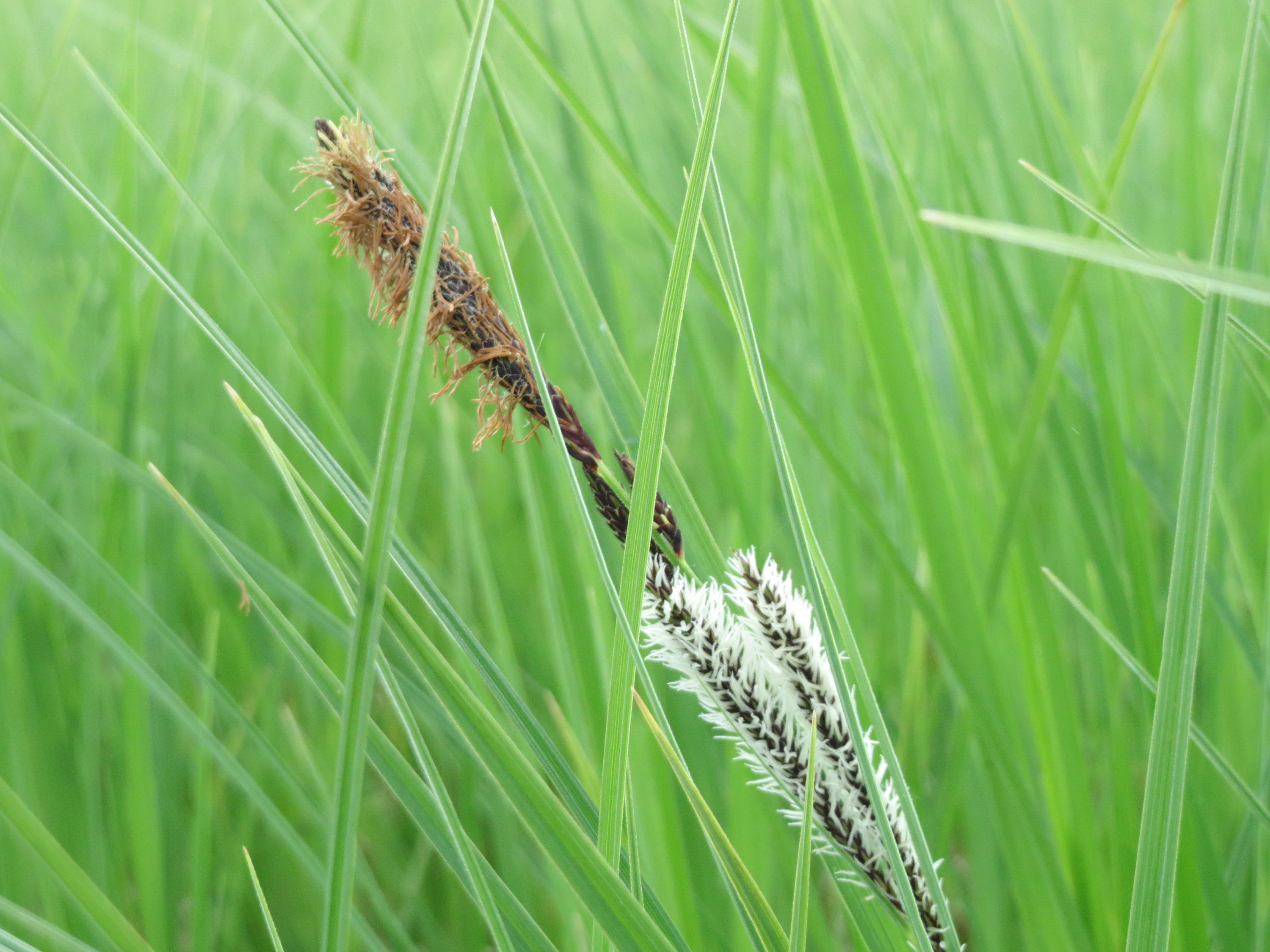
Суцвіття-колоски.

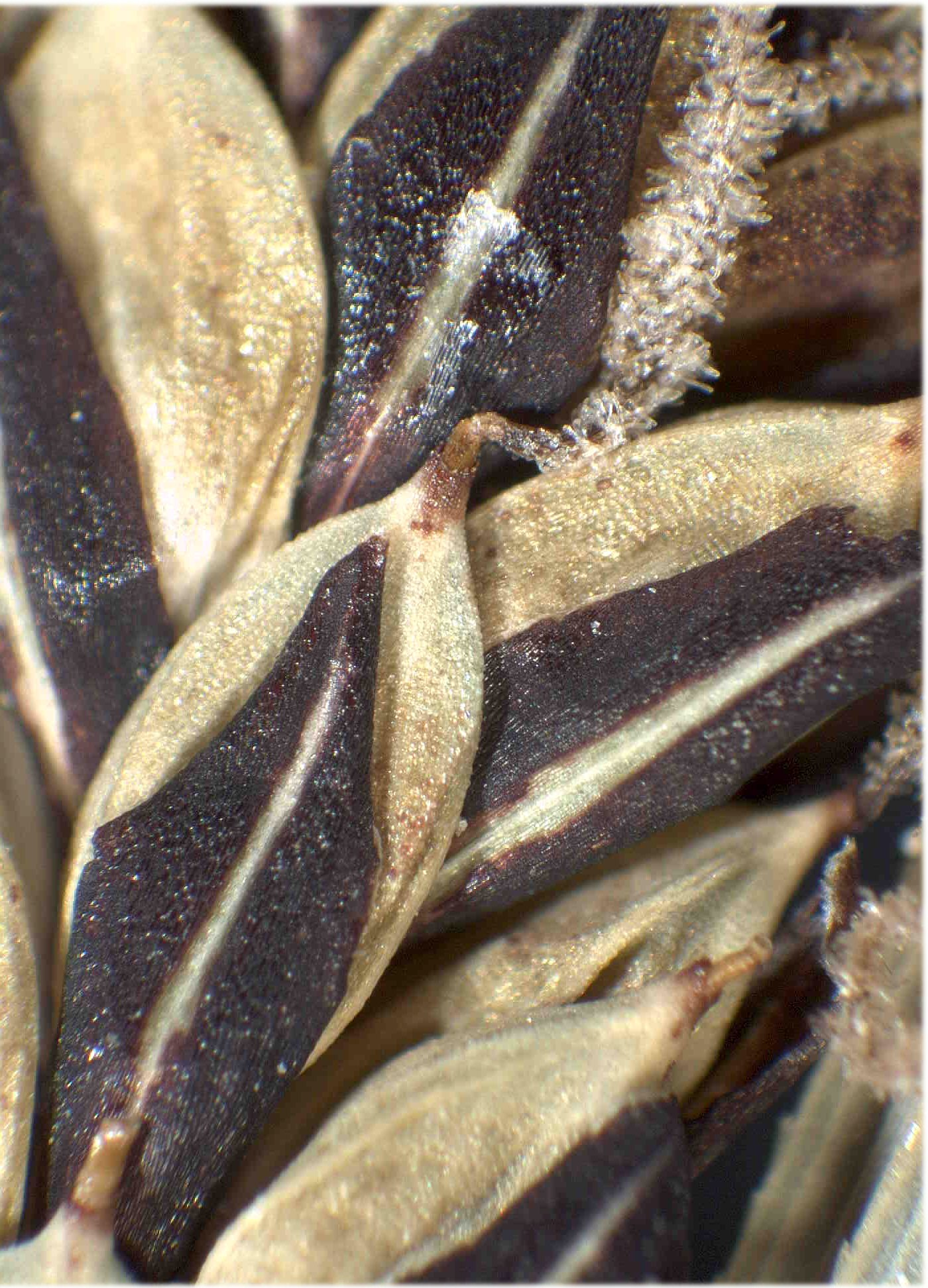
Жіночі квітки (збільшено).

Багаторічна трав'яниста рослина заввишки 30—150 см, що утворює пагони двох типів: прямовисні, без кореневища й діагеотропні, з кореневищами. Кореневище завтовшки 2—3 мм, зазвичай довге, горизонтальне, іноді формує столони. Його довжина коливається в залежності від умов зростання: на рихлих ґрунтах із розрідженим травостоєм воно сягає 25 см завдовжки, на сильно задернованих, щільних ґрунтах довжина кореневищ може складати близько 1 см. Кількість вузлів на кореневищі коливається від 7—9 до 14. Від кореневища відходять численні, дрібні, мичкуваті корені, які не мають жовтої повсті. Їхня товщина складає близько 1 мм. Характерно, що від коренів відходять бічні корінці, які здатні галузитися іноді до 4-го порядку. Наявність в осоки гострої пагонів двох типів нерідко призводить до утворення рихлих чи щільних дернин, з'єднаних одним кореневищем.
Стебла численні, прямовисні, у верхній частині пониклі, гостро-тригранні, шорсткі (особливо у верхній частині), яскраво- чи сизо-зеленого кольору, при основі вкриті чорно-пурпуровими, червонувато-коричневими або сіруватими піхвами листків. Окрім листкових при основі стебел інколи можуть бути 4—5 лускоподібних піхов. Листки прості, сидячі. Листкові пластинки довжиною дорівнюють стеблам, завширшки 2—15 мм, вузьколінійні, пласкі, спрямовані вгору, але із пониклими кінчиками. Поверхня листків матова, яскраво-зелена, інколи сизо-зелена, їхній нижній бік вкритий численними сосочками. Язичок прикріплений під гострим кутом. Вони не надто жорсткі, проте мають шорсткі краї. Шорсткість стебел і листків обумовлена присутністю на їхній поверхні крихітних частинок кремнезему. Після висихання листки скручуються.
Суцвіття — великий верхівковий колос, складений з 4—10 дрібніших колосків. Загальна довжина суцвіття складає 10—30 см, його покривний листок не має піхви, але вирізняється довгою листковою пластинкою. В колосі 1—4 верхніх колоски є тичинковими (чоловічими), а 2—5 нижніх — маточковими (жіночими). Подекуди верхні жіночі колоски мають домішку чоловічих квіток. Покривний листок найнижчого колоска довший за суцвіття. Чоловічі колоски завдовжки 2—6 см, зближені, довгасті, з обернено-яйцеподібними, тупими, темно-коричневими квітковими лусками. Жіночі колоски завдовжки 2,5—10 см, завширшки 0,5—0,8 см, зазвичай багатоквіткові, розставлені, вузько-циліндричні, пониклі (рідше прямовисні), майже сидячі або розташовані на коротеньких потовщених ніжках завдовжки до 2 см. В жіночих колосках покривні луски листоподібні, переважно ланцетні, довші за мішечок у 1,5 рази, рідше дорівнюють йому і вкрай рідко можуть бути коротшими за нього, однак в будь-якому випадку вужчі за нього. Луски гострі, чорно-бурі, мають одну жилку та білий киль, без остюків. Мішечки завдовжки 2,5—3,5 мм, двоопуклі, про достиганні трохи здуті, еліптичні, вузько-еліптичні чи обернено-яйцеподібні (рідше яйцеподібні або широко-яйцеподібні), біля основи звужені у ніжку завдовжки 0,2—0,7 мм, з коротким (0,2—0,3 мм завдовжки), цілим, рідше — слабко-виїмчастим носиком, що має на верхівці буру облямівку. Поверхня мішечків тонко-шкіряста, зеленкувата, іржава чи бурувата, при повному достиганні на ній з обох боків ребристо виступають 5—6 тонких жилок, що збігаються до верхівки. Пиляки завдовжки до 3 мм. Стовпчиків і приймочок по дві штуки, причому стовпчики інколи видаються із мішечків.
Плоди — сухі, обернено-яйцеподібні, коричневі горішки завдовжки близько 2 мм, завширшки 1,5 мм.
Число хромосом 2n = 72, 74—76, 78, 82—85, 84.
Слід зауважити, що цьому виду притаманна значна мінливість у зовнішній будові суцвіть: вони можуть сильно відрізнятися розмірами, довжиною жіночих колосків, співвідношенням довжини покривних лусок і мішечка, а також формою останніх. Деякі морфологічні риси корелюють із географічною приналежністю до тієї чи іншої популяції, зокрема, помічені такі відмінності між особинами з півночі та півдня ареалу:
| Морфологічна риса          | Північні популяції | Південні популяції                   |
| Колір листків              | Яскраво-зелений    | Сизо-зелений                         |
| Колір лусок                | Чорний             | Бурий                                |
| Будова мішечків і горішків | Дрібні, із носиком | Більші за розміром, майже без носика |

## Поширення
Осока гостра належить до рослин із євразійським типом ареалу, тобто розповсюджена майже по всій помірній зоні Старого світу, хоча найбільше цей вид притаманний саме бореальним областям. В Європі ця рослина звичайна на півночі, заході та в центрі субконтиненту, проте, рідкісна на півдні. На півночі межа її розповсюдження проходить через Шотландію, південь Скандинавського півострова, Кольський півострів (де вона, однак, трапляється рідко) та півострів Канін. В районі Уральських гір ареал цієї рослини не підіймається вище 68° північної широти. На півдні Європи зона розповсюдження пролягає через басейни річок Сава, Драва та Велика Морава. У Східній Європі осока гостра поширена повсюдно: як у холодних районах, що охоплюють захід Росії, Білорусь, північ України, так і в районах із м'якими зимами, як от Румунія, Молдова, південь України (Крим).
На Кавказі вона трапляється рідше. Однак далі в східному напрямку її ареал істотно розширюється. Наприклад, у Західному Сибіру осока гостра поширена у західній частині басейну Обі, верхів'ях Тоболу, по всьому басейну Іртиша і в Алтайських горах. У Східному Сибіру її ареал дещо звужується, що пов'язано із суворішим кліматом цього регіону. Тут осока гостра зростає на широтах не вищих, ніж широта Якутська, однак по долинах річок проникає далі на північ — за межі лісотундри. Далі на схід її можна віднайти у басейнах річок Зея та Бурея, однак на узбережжі Японського моря її розглядають вже не як автохтонний, а заносний елемент флори.
Південна межа ареалу фрагментована, оскільки тут суцільному поширенню осоки гострої заважають аридні області, непридатні для її існування. Південна межа розповсюдження включає такі відокремлені регіони, як захід Північної Африки (Туніс), Західна Азія (переважно північні терени Туреччини, Сирії, Лівану), Казахстан, Центральна Азія та північ Монголії. Окремий ексклав розташований на Азорських островах.
В Україні осока гостра приурочена переважно до лісової зони. Вона є звичайною у Поліссі, Закарпатті.

## Екологія
Рослина морозостійка (витримує морози до -40 °C), світлолюбна, дуже вологолюбна (гігрофіт): здатна рости зануреною у воду на невеликій глибині, однак не терпить повного висихання ґрунту. Оптимальний для її зростання режим зволоження — від змінно-забезпеченого до сильно змінного. Осока гостра віддає перевагу торф'яно-глеєвим та дерновоглеєвим ґрунтам, проте, невибаглива і може зростати також на піщаних.
За таких вимог найліпші умови для її росту забезпечують прибережні мілководдя проточних і стоячих водойм, вологі луки, низинні болота, дно улоговин, а також заплавні ділянки річкових долин, причому цей вид здатен витримати тривале (до 50 днів) затоплення. Інколи вона трапляється у трав'яному покриві заболочених листяних лісів (наприклад, в'язових, вільхових), однак, лише на ділянках із розрідженим деревостаном, на яких достатньо світла. У горах підіймається до висоти 1660 м. Часто осока гостра формує специфічні фітоценози Caricetum gracilis («гостроосочники»), у яких виступає домінантом. Типовий вигляд такого рослинного угруповання — смуга заростей осоки гострої з проективним покриттям близько 100 % завширшки до 20 м, що тягнеться уздовж берега водойми на глибині від 0 до 25 см. Крім того, осока гостра може виступати співдомінантом в осоково-злакових ценозах. На болотах із низьким травостоєм дернини цієї трави виділяються як кочки.
Осока гостра розмножується вегетативно і насінням. Вегетативне розмноження відбувається за допомогою повзучих кореневищ, частини яких можуть бути відділені від материнської особини і дати початок новим рослинам. Такий спосіб розмноження спостерігали в природі, а також застосовують у культурі.
Цвітіння цього виду в різних частинах ареалу відбувається в квітні — червні (в Україні в травні — червні). Дослідження показали, що осоці гострій властива протогінія, тобто розкриття жіночих квіток раніше за чоловічі. Також характерно, що як в чоловічих, так і в жіночих колосках першими починають цвісти квіти з середини суцвіття, а потім розкриваються ті, що розташовані ближче до його основи і верхівки. Пилок знаходиться на поверхні пиляків протягом 1—2 днів після їх відкриття, а висипається здебільшого після полудня при слабкому вітрі. Слід зазначити, що систематично осока гостра наближена до осоки чорної і подібних їй видів, тому в природі можливе перехресне запилення з деякими з них. Зокрема, описані гібриди осоки гострої з Carex aquatilis, осокою гостроподібною та високою, причому в останніх двох випадках утворюються нові види — відповідно, Carex × subgracilis Druce і Carex × prolixa Fr.
Плоди у різних частинах ареалу достигають з травня по серпень. За відсутності стратифікації природна схожість складає лише 5 %, з чого можна зробити висновок, що охолодження насіння для рослини, що зростає переважно у холодному кліматі, є майже обов'язковим.

## Використання
Осока гостра не належить до господарсько значущих видів. Це обумовлено, з одного боку, шорсткістю її стебел і листя, що робить їх незручними в обробітку, з іншого боку, доволі посередніми кормовими якостями цієї трави. Однак, у північних країнах, де відчувається брак поживних і швидкорослих кормових рослин, зарості осоки гострої часто використовують як сіножаті. Сіно, отримане з таких угідь, вважається дешевим, оскільки худоба поїдає його неохоче. В свою чергу зарості цього виду не придатні для інтенсивної експлуатації, оскільки поїдання і витоптування худобою відчутно пригнічує ріст цієї рослини. Однак, шляхом силосування зелень осоки гострої можна перетворити на добрий корм для великої рогатої худоби. З одного гектара суцільних заростей цієї трави отримують в середньому 25—35 центнерів сіна або 80—120 центнерів силосу.
Останнім часом у зв'язку зі значним розвитком декоративного садівництва осока гостра отримала нове призначення. Тепер її використовують для декорування берегів штучних водойм, відкритих вологих ділянок у садках. Як правило, висаджують цю рослину або безпосередньо у воду на невеликій глибині, або на березі окремими дернинами-кочками. У культурі переважає вегетативне розмноження, поділом кореневищ (дернин), яке здійснюють о будь-якій порі вегетації.

## Статус виду
За даними сайту Міжнародного союзу охорони природи, стан цього виду визначається як такий, що перебуває поза загрозою знищення. Це обумовлено як осяжністю ареалу, так і великою чисельністю окремих популяцій. Втім, у південних країнах, де умови зростання і так природно не надто сприятливі, відмічають скорочення чисельності внаслідок осушення вологих біотопів.

## Таксономія
Завдяки значній морфологічній мінливості в межах цього виду описано багато субтаксонів. Нижче наведено список ботанічних форм, варітетів і підвидів, зафіксованих сайтом The Plant List:
| - Carex acuta Huds. - Carex acuta f. amblylepis Peterm. - Carex acuta var. amblylepis (Peterm.) Nyman - Carex acuta var. amblylepis Peterm. - Carex acuta var. angustifolia Celak. - Carex acuta var. appendiculata Trautv. & C.A.Mey. - Carex acuta f. badia Sanio - Carex acuta var. broteriana (Samp.) Rivas Mart. - Carex acuta subsp. broteroana (Samp.) Rivas Mart. - Carex acuta var. chlorostachya Rchb. - Carex acuta var. chlorotica Celak. - Carex acuta subsp. colorata F.Nyl. - Carex acuta var. colorata (F.Nyl.) Nyl. & Saelán - Carex acuta f. diluta Sanio - Carex acuta var. dioica Peterm. - Carex acuta var. elegans Wimm. - Carex acuta var. erecta Dewey - Carex acuta var. fluviatilis Hartm. - Carex acuta f. graciliflora Legrand - Carex acuta var. graciliflora (Legrand) Rouy - Carex acuta f. gracilis (Curtis) Sanio | - Carex acuta var. intermedia Celak. - Carex acuta var. longiglumis Cariot - Carex acuta var. macrocarpa Celak. - Carex acuta subsp. mauritanica (Boiss. & Reut.) A.Asensi & B.Díez - Carex acuta f. melanolepis Sanio - Carex acuta var. minor Sw. - Carex acuta var. moenchiana Nyman - Carex acuta var. nervosa G.Mey. - Carex acuta var. nigra L. - Carex acuta subsp. nigra (L.) Ehrh. - Carex acuta var. nutans Celak. - Carex acuta var. oxylepis Sanio - Carex acuta var. pallida Boott - Carex acuta var. panormitana (Guss.) Nyman - Carex acuta f. pedicellata Peterm. - Carex acuta var. personata Fr. - Carex acuta subsp. prolixa (Fr.) Nyman - Carex acuta var. prolixa (Fr.) Almq. - Carex acuta var. pseudaquatilis Appel - Carex acuta f. pseudosparganioides Celak. | - Carex acuta subsp. reuteriana (Boiss.) Rivas Mart. & J.M.Pizarro - Carex acuta var. reuteriana (Boiss.) S. Rivas Martinez & J. Pizarro - Carex acuta f. rigida Sanio - Carex acuta f. ripensis Laest. - Carex acuta var. rufa L. - Carex acuta var. sennenii Pau ex Sennen - Carex acuta var. sparganioides Celak. - Carex acuta var. sparsiflora Dewey - Carex acuta var. sphaerocarpa R.Uechtr. - Carex acuta var. staminifera Boott - Carex acuta var. stenophylla Rouy - Carex acuta f. stygia Sanio - Carex acuta f. tourangiana (Boreau) Sanio - Carex acuta f. touranginiana (Boreau) Sanio - Carex acuta var. touranginiana (Boreau) Rouy - Carex acuta var. tricostata (Fr.) Crép. - Carex acuta var. trinervis (Degl.) Jess. - Carex acuta var. turfosa Sanio - Carex acuta f. vaginata Peterm. - Carex acuta f. zygostachya Rchb. |

Для цього виду наводять наступні синоніми:
| - Carex acuta f. amblylepis Peterm. - Carex acuta var. amblylepis (Peterm.) Nyman - Carex acuta var. chlorostachya Rchb. - Carex acuta subsp. colorata F.Nyl. - Carex acuta var. colorata (F.Nyl.) Nyl. & Saelán - Carex acuta var. dioica Peterm. - Carex acuta f. graciliflora Legrand - Carex acuta var. graciliflora (Legrand) Rouy - Carex acuta f. gracilis (Curtis) Sanio - Carex acuta var. intermedia Celak. - Carex acuta var. moenchiana Nyman - Carex acuta f. pedicellata Peterm. - Carex acuta var. sparsiflora Dewey - Carex acuta var. stenophylla Rouy - Carex acuta f. tourangiana (Boreau) Sanio - Carex acuta f. touranginiana (Boreau) Sanio - Carex acuta var. touranginiana (Boreau) Rouy - Carex acuta var. tricostata (Fr.) Crép. - Carex acuta f. vaginata Peterm. - Carex ambigua Moench - Carex cespitosa var. gracilis (Curtis) Fiori - Carex corynophora Peterm. - Carex cunninghamii Boott - Carex dichroandra V.I.Krecz. - Carex fuscovaginata Kük. - Carex graciliformis V.I.Krecz. - Carex gracilis Curtis - Carex gracilis var. angustifolia Kük. | - Carex gracilis f. angustiglumis Podp. - Carex gracilis var. approximata Kük. ex Junge - Carex gracilis f. brachystachya Kük. - Carex gracilis subsp. corynophora (Peterm.) Asch. & Graebn. - Carex gracilis f. corynophora (Peterm.) Kük. - Carex gracilis subsp. erecta Kük. - Carex gracilis f. furcata Junge - Carex gracilis f. graciliflora (Legrand) Soó - Carex gracilis var. humilis Kük. - Carex gracilis subsp. intermedia (Celak.) Soó - Carex gracilis var. libanotica Kük. - Carex gracilis var. mucronata Maire - Carex gracilis f. pedicellata (Peterm.) Soó - Carex gracilis f. podperae Soó - Carex gracilis var. rudis (Wimm.) Kük. - Carex gracilis f. rudis (Wimm.) Kük. - Carex gracilis f. seminuda (Beck) Kük. - Carex gracilis var. strictiflormis Podp. - Carex gracilis var. strictifolia (Rchb.) Asch. - Carex gracilis var. tricostata (Fr.) Asch. - Carex gracilis subsp. tricostata (Fr.) Suess. - Carex gracilis f. vaginata (Peterm.) Soó - Carex lilibaea Lojac. - Carex moenchiana Wender. - Carex podperae Otruba - Carex pratensis Hosé - Carex prolixa Fr. | - Carex pulchella F.Nyl. ex Trevir. - Carex recurva Willd. ex Kunth - Carex riparia Moench ex Steud. - Carex rudis Wimm. - Carex rufa subsp. moenchiana (Nyman) K.Richt. - Carex rufa subsp. rudis (Wimm.) K.Richt. - Carex rufa var. seminuda Beck - Carex rufa subsp. wimmeri (Steud.) K.Richt. - Carex sareptana V.I.Krecz. - Carex schummelii Siegert - Carex strictifolia Rchb. - Carex touranginiana Boreau - Carex tricostata Fr. - Carex tricostata var. schummelii (Siegert) Nyman - Carex virens Thuill. - Carex virginiana Wood - Carex virginica Steud. - Carex vulgaris var. tricostata (Fr.) Boott - Carex vulgaris subsp. tricostata (Fr.) K.Richt. - Carex wimmeri Steud. - Osculisa acuta (L.) Raf. - Vignantha acuta (L.) Schur - Vignantha moenchiana Schur - Vignantha touranginiana (Boreau) Fourr. - Vignea acuta (L.) Rchb. - Vignea moenchiana Rchb. - Vignea strictifolia (Rchb.) Opiz |